# Staraïa Ladoga
Staraïa Ladoga (jusqu'en 1704, Ladoga) est un village (selo) du nord de la Russie, près de Volkhov dans l'oblast de Léningrad. Sa population était de 3 200 habitants en 2002.
Le village est célèbre pour son monastère fondé en 1241, le monastère Saint-Nicolas.
Au VIIIe et IXe siècles, c'était un lieu important d'échanges commerciaux entre plusieurs ethnies, principalement des Scandinaves appelés « Rus' ». De ce fait, Staraïa Ladoga est souvent qualifiée de « plus ancienne capitale de la Russie ».

## Histoire

### Origines du nom
Les premiers habitants étaient des Finnois, des Slaves et des Varègues.
À l’époque la ville, la rivière qui la traverse et le lac voisin étaient appelés Ladoga. Jusqu’à peu on ignorait lequel du lac et de la rivière a été baptisé en premier. Ladoga pouvant venir du finnois aaldokas, aallokas (inquiétante) et aalto (vague) si le lac a été nommé en premier, ou du finnois alode-joki’(aval de la rivière) si c’est la rivière.
D’après Tatiana Jackson, il est quasiment considéré comme acquis que Ladoga a désigné dans un premier temps la rivière, puis la ville et après le lac. Par conséquent elle retient l’étymologie venant du finnois alode-joki (aval de la rivière), le nom de la rivière aurait été repris par les Normands par le mot ‘’Aldeigja’’ en vieux norrois, puis les Slaves ont converti le nom en Ladoga par métathèse Ald → Lad.
Pour Eugène Helimski, l’étymologie est germanique dès le départ. Le lac aurait été baptisé en vieux norrois Aldauga (qui est semblable à la mer) par les Varègues, après être passé par la forme intermédiaire Aldaugja le mot est transformé en Aldeigja par les Normands, puis repris par les Slaves en Ladoga par métathèse Ald → Lad.

### Fondation
Les études dendrochronologiques suggèrent que Ladoga a été fondée en 753. Jusqu’à 950, c'était l’un des ports commerciaux les plus importants d’Europe du Nord orientale. Les navires marchands naviguaient de la mer Baltique jusqu’à Novgorod par le biais de Ladoga puis continuaient jusqu’à Constantinople ou la mer caspienne. Cette route commerciale est connue sous le nom de  route commerciale des Varègues aux Grecs. Une autre route existait en descendant la Volga jusqu’à Khazar capitale de l’Atil, puis en rejoignant les rives méridionales de la mer Caspienne, pour ensuite atteindre Bagdad. En témoigne la plus vieille pièce de monnaie arabe trouvée en Europe qui provient de Ladoga.

## Galerie

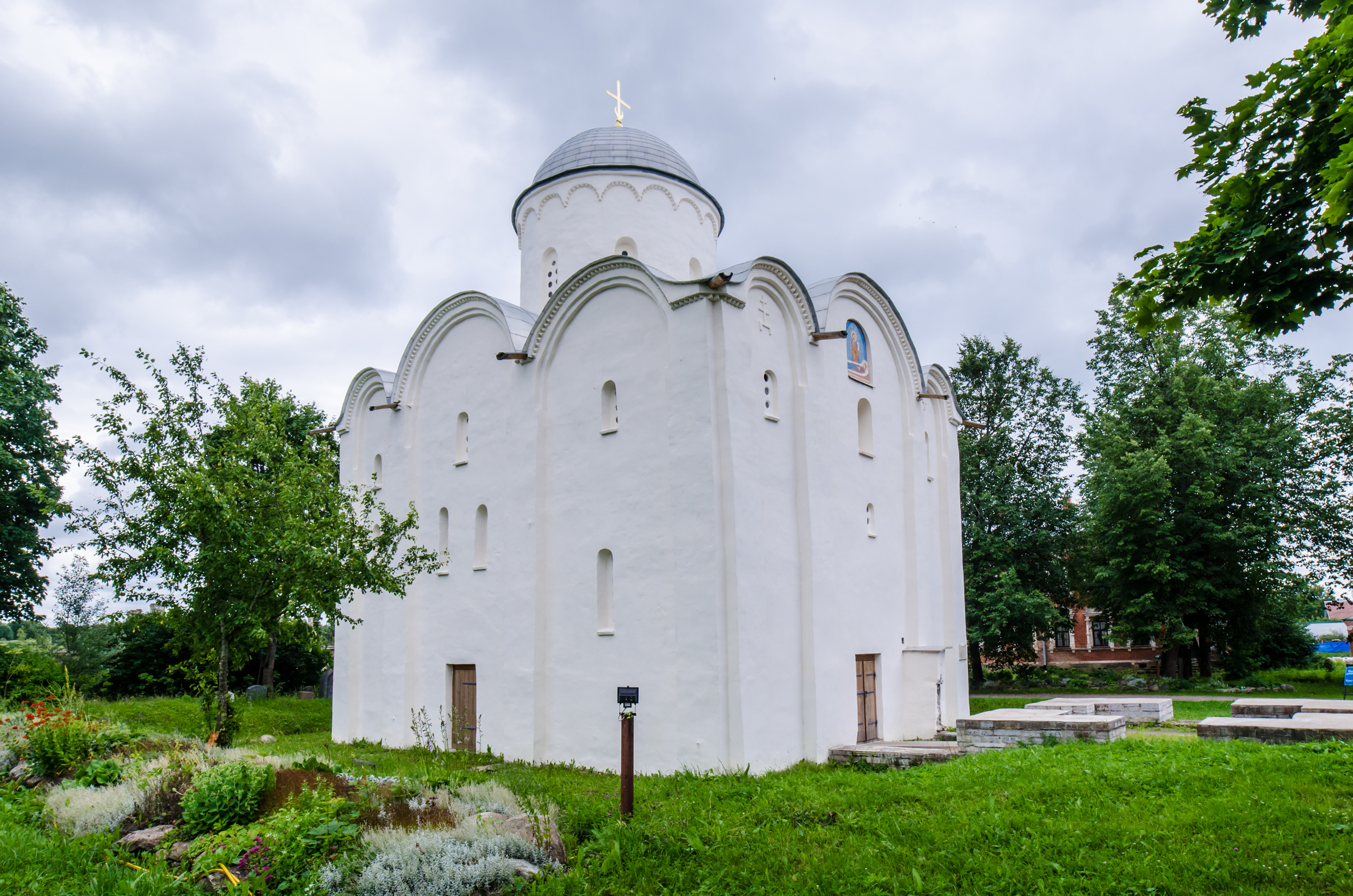
Monastère de la Dormition
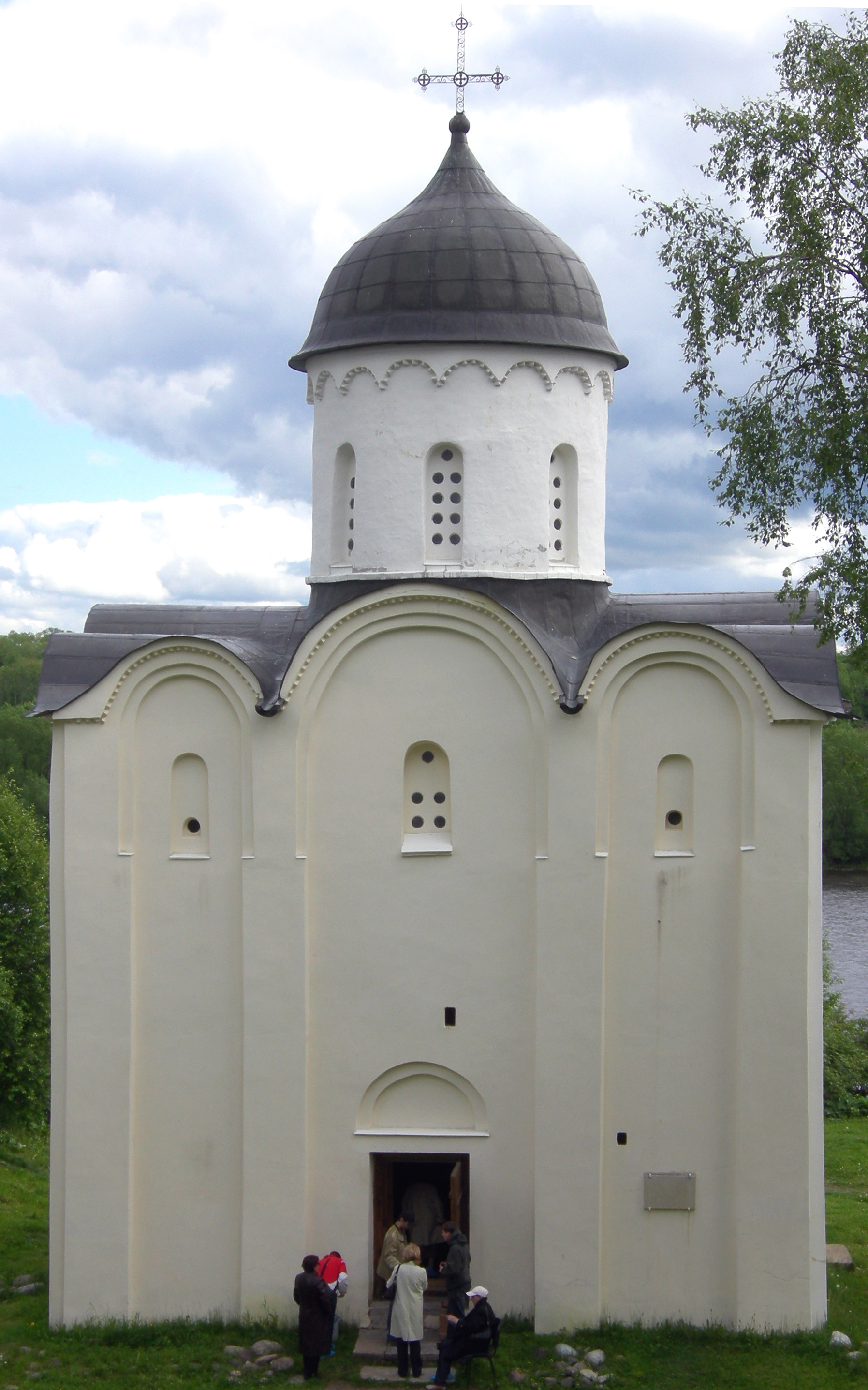
Église St-Georges
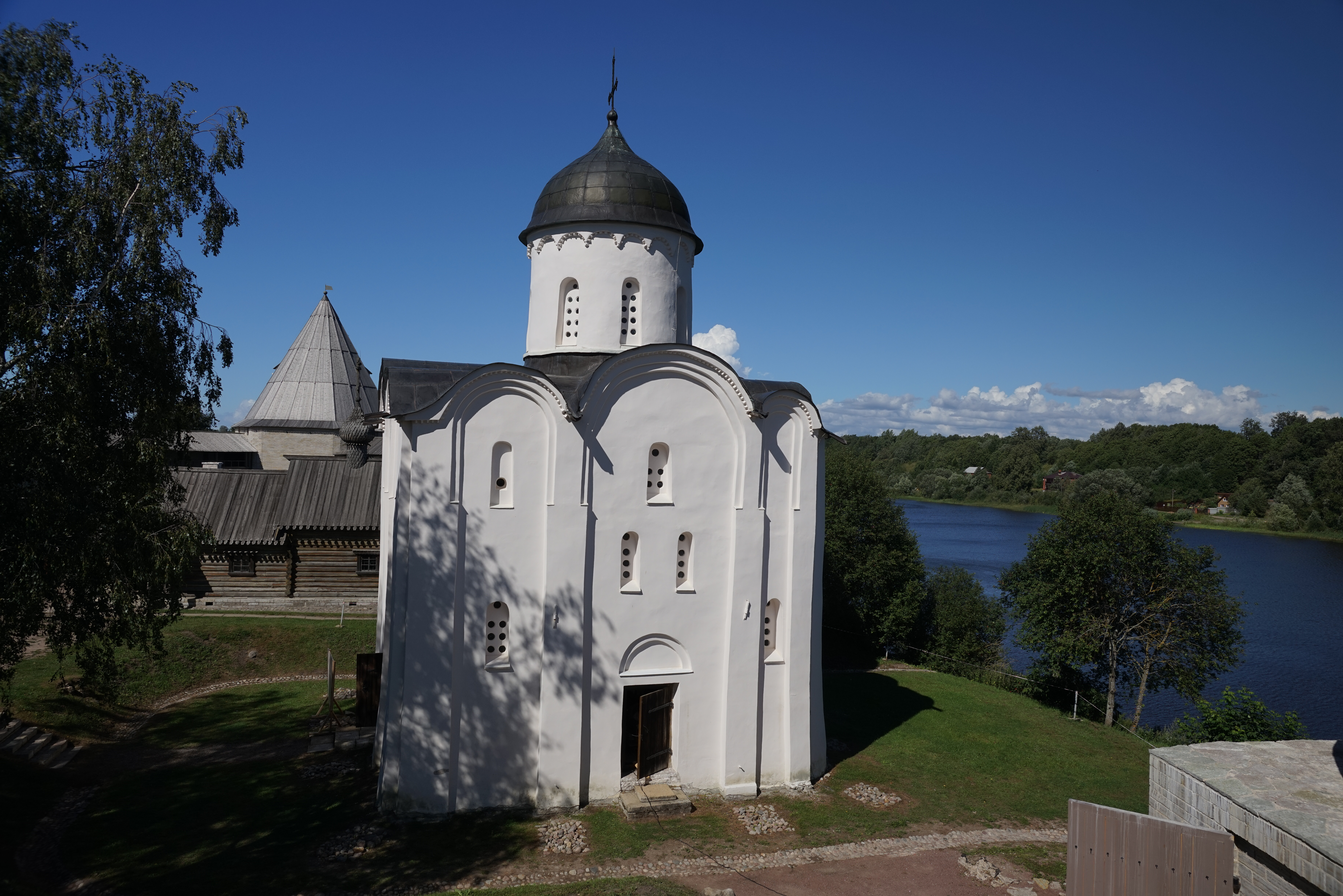
Église Saint-Georges
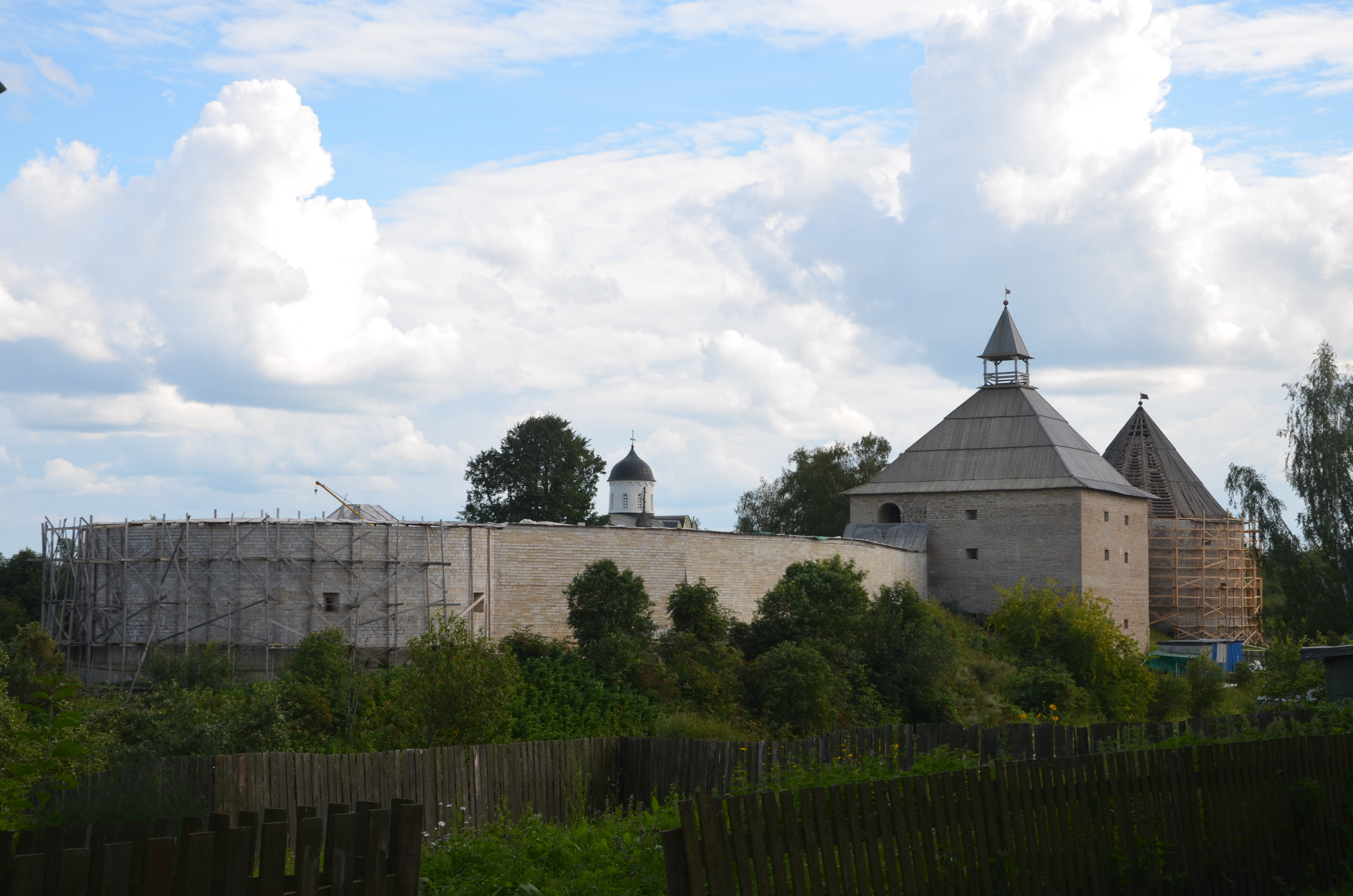
Forteresse de Staraïa Ladoga
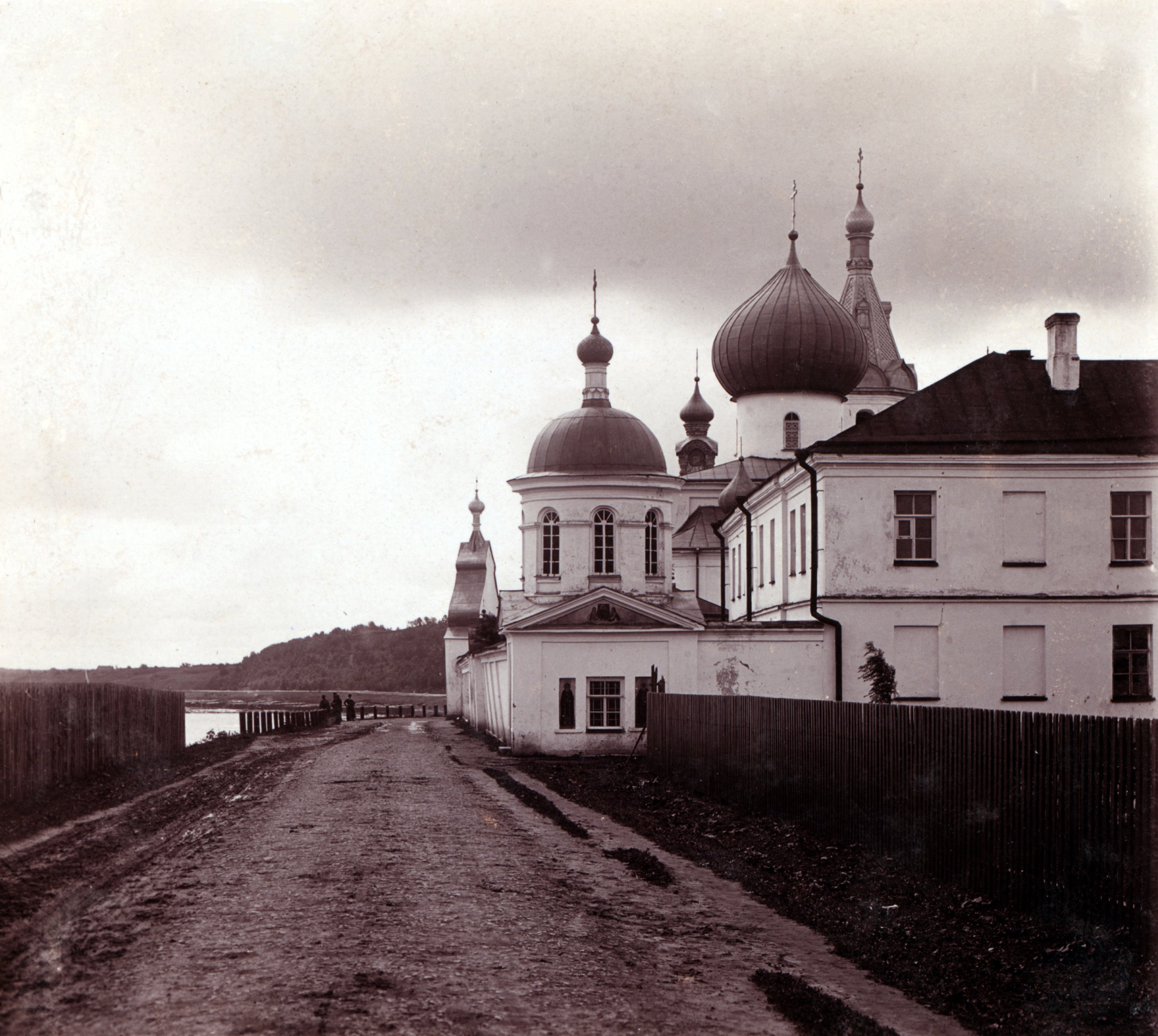
Le monastère Saint Nicolas en 1909
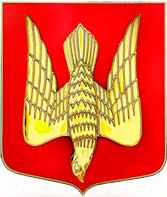
Armes de Staraïa Ladoga
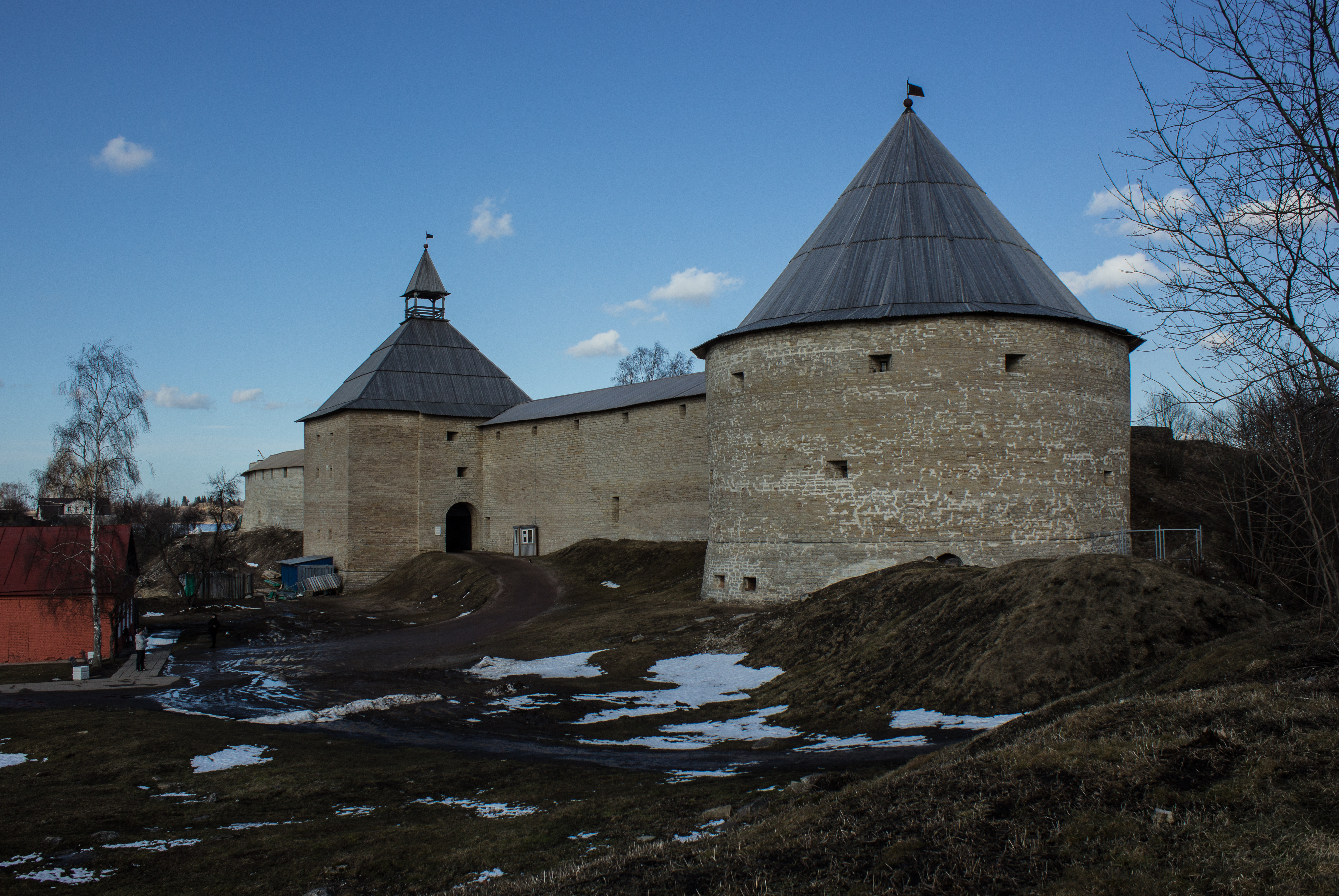
Forteresse (2014)
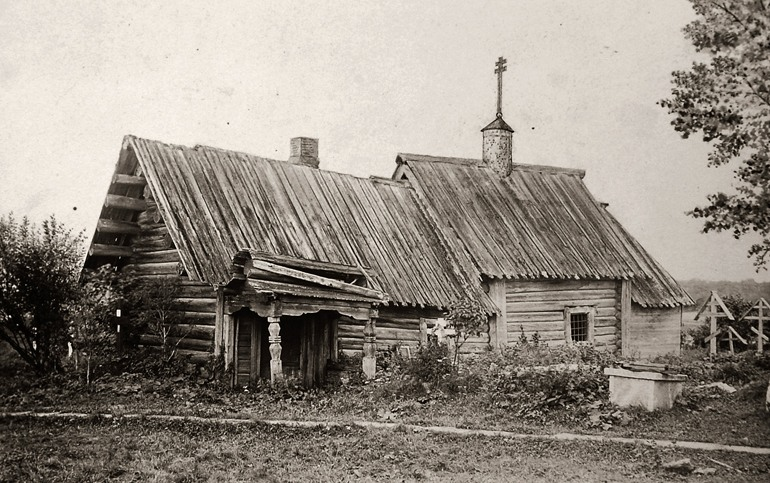
Église Saint-Dimitri de Thessalonique (années 1880)
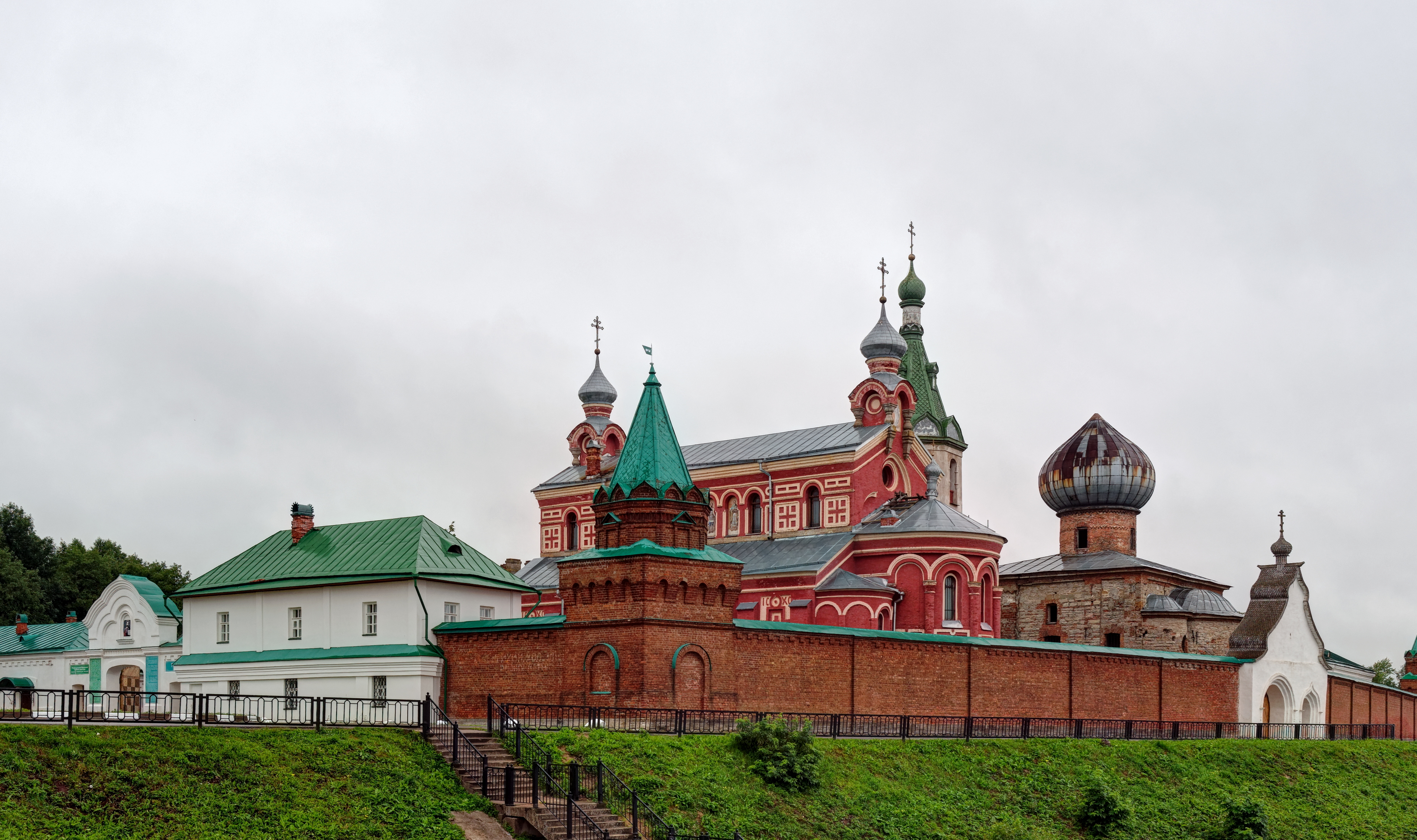
Le monastère Saint Nicolas
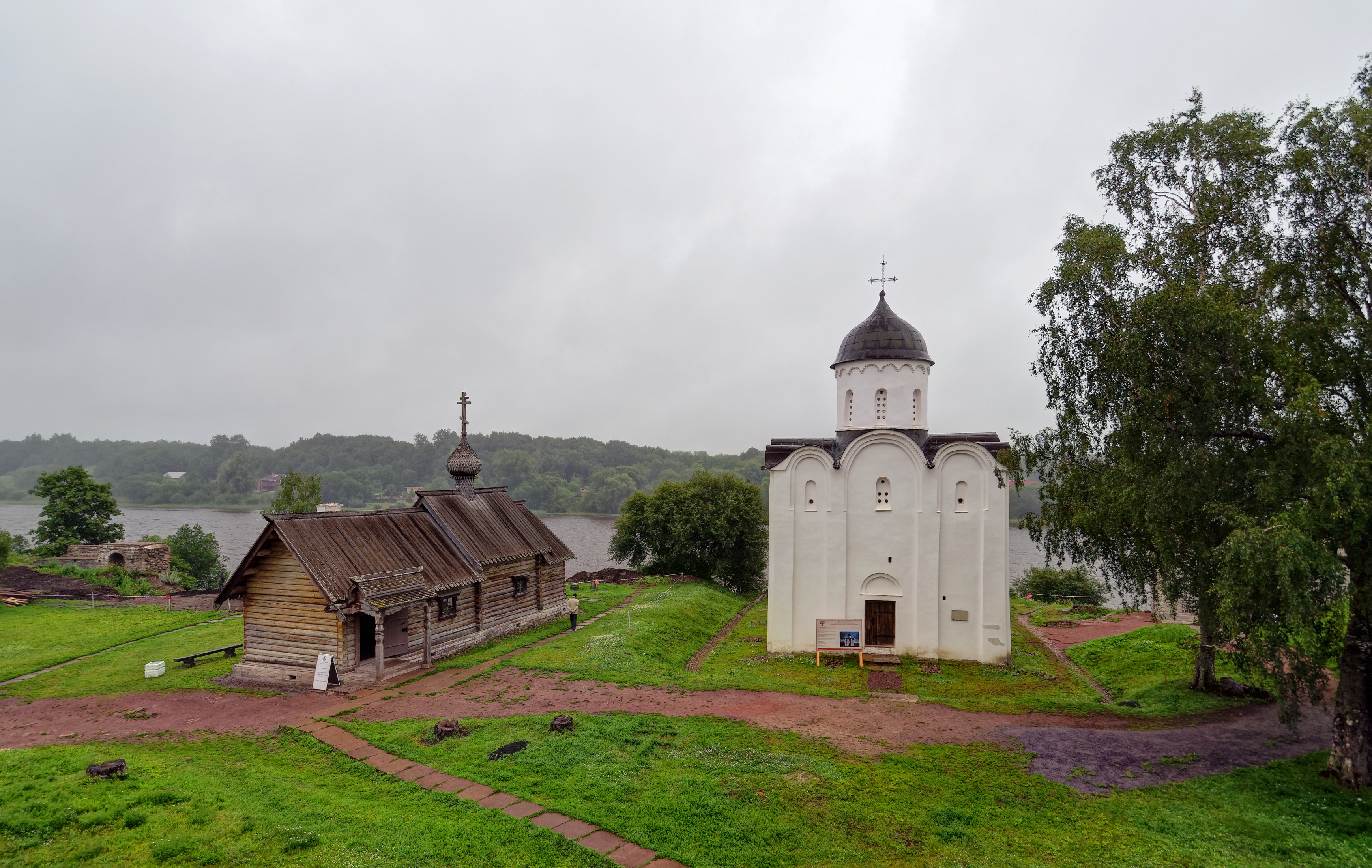
églises des Saint-Dimitri de Thessalonique et de Saint-Georges